# Stratonika z Kapadocji
Stratonika z Kapadocji – żona władców pergamońskich z dynastii Attalidów: Eumenesa II i Attalosa II. 
Była córką władcy Kapadocji Ariaratesa IV Eusebesa Filopatora. Początkowo została żoną króla (basileus) Eumenesa II, z którym miała syna Attalosa (późniejszego Attalosa III). Niektóre źródła podają jednak, że Attalos był synem Eumenesa II z nieprawego łoża, adoptowanym tylko przez bezdzietną Stratonikę. Kiedy w 172 p.n.e. rozeszła się pogłoska o śmierci Eumenesa po zamachu na jego życie pod Delfami, jego brat Attalos (późniejszy Attalos II) przywdział diadem królewski, poślubił bratową, czyli Stratonikę, ale kiedy rzecz się wyjaśniła bez wahania zwrócił tron i żonę. Stratonika była żoną Eumenesa aż do jego śmierci. Po Eumenesie na tron wstąpił brat zmarłego Attalos II. Nowy władca poślubił Stratonikę i adoptował jej syna.
Stosunki między Stratoniką a jej (przybranym?) synem Attalosem III były dobre aż do tego stopnia, że Attalosowi nadano przydomek "Filometor" – miłujący matkę. Właśnie w trakcie sporządzania pomnika matki (pomniki odlewał i wykuwał własnoręcznie) doznał on silnego porażenia słonecznego i zmarł.